# Anneau de Sylvester
Un anneau de Sylvester est un anneau sur lequel les matrices ont un rang qui vérifie l'égalité de Sylvester, classique pour les matrices définies sur un corps.

## Définitions
Pour une matrice à coefficients dans un corps, la notion de rang ne présente pas d'ambiguïté. Il en va différemment pour une matrice à éléments dans un anneau. 
- Si l'anneau R est un anneau d'Ore, on peut plonger R dans son corps des fractions K.
On appelle rang extérieur d'un matrice A à éléments dans R le rang de cette matrice considérée comme étant à éléments dans K. Ce rang est noté {\displaystyle rg\left(A\right)} et il vérifie toujours l'inégalité de Sylvester.
- On définit également le  rang intérieur d'une matrice à éléments dans un anneau R qui n'est pas nécessairement d'Ore.
Le rang intérieur de {\displaystyle A\in R^{n\times m}} est noté {\displaystyle \rho \left(A\right)} et est défini comme étant le plus petit entier {\displaystyle r} pour lequel il existe une factorisation{\displaystyle A=BC,B\in R^{n\times r},C\in R^{r\times m}}[1].
- Si {\displaystyle A} et {\displaystyle B} sont deux matrices, la somme diagonale de ces matrices, notée {\displaystyle A\oplus B}, est la matrice {\displaystyle \left({\begin{array}{cc}A&0\\0&B\end{array}}\right)=diag\left(A,B\right)}.
- On dit qu'un anneau R a la propriété UGN[2] si pour tout entier n il existe un R-module qui ne peut pas être engendré par n éléments. La propriété UGN entraîne la propriété IBN (en) (voir l'article anneau d'Hermite)[1].
- Soit R un anneau. Les conditions suivantes sont équivalentes[3] :

1. Pour tous entiers {\displaystyle n,m,p}, des matrices quelconques {\displaystyle A\in R^{n\times m}} et {\displaystyle B\in R^{m\times p}} vérifient l'inégalité de Sylvester {\displaystyle \rho \left(A\right)+\rho \left(B\right)-m\leq \rho \left(AB\right)}.
2. Pour tous entiers {\displaystyle n,m,p}, si des matrices {\displaystyle A=B\in R^{n\times m}} et {\displaystyle B\in R^{m\times p}} sont telles que {\displaystyle AB=0}, alors {\displaystyle m\geq \rho \left(A\right)+\rho \left(B\right)}.

On appelle anneau de Sylvester un anneau qui vérifie les propriétés équivalentes ci-dessus.

## Propriétés
- Soit {\displaystyle A\in R^{n\times m}}. On a les inégalités suivantes dès que les membres de gauche ont un sens[1] :{\displaystyle \rho \left(A\right)\leq \min \left(n,m\right),\rho \left(A\oplus B\right)\leq \rho \left(A\right)+\rho \left(B\right),}
{\displaystyle \rho \left(AB\right)\leq \min \left(\rho \left(A\right),\rho \left(B\right)\right),\rho \left(\left[{\begin{array}{cc}A&B\end{array}}\right]\right)\geq \max \left(\rho \left(A\right),\rho \left(B\right)\right).}
- Si R est un anneau d'Ore, on a, pour toute matrice {\displaystyle A} à éléments dans R, {\displaystyle rg\left(A\right)\leq \rho \left(A\right)}, avec égalité si, et seulement si R est un anneau de Sylvester[4]. Un anneau d'Ore R est de Sylvester si, et seulement si sa dimension homologique faible[5] est inférieure ou égale à 2 et tout R-module plat est la réunion d'une famille filtrante croissante de sous-modules libres[3].
Si R est un anneau sans diviseur de zéro noethérien, cette condition est vérifiée si, et seulement si R est de dimension homologique au plus égale à 2 et est projectif libre (voir l'article anneau d'Hermite)[6].
- Si R est un anneau de Sylvester, alors R est sans diviseur de zéro. De plus, pour toutes matrices {\displaystyle A} et {\displaystyle B} à éléments dans R, {\displaystyle \rho \left(A\oplus B\right)=\rho \left(A\right)+\rho \left(B\right)}; si {\displaystyle A,B} et {\displaystyle C} sont des matrices à éléments dans {\displaystyle R} ayant le même nombre de colonnes et si {\displaystyle \rho \left(\left[{\begin{array}{cc}A&B\end{array}}\right]\right)=\rho \left(\left[{\begin{array}{cc}A&C\end{array}}\right]\right)=\rho \left(A\right)}, alors{\displaystyle \rho \left(\left[{\begin{array}{ccc}A&B&C\end{array}}\right]\right)=\rho \left(A\right)}[1].
- Tout anneau de Sylvester a la propriété UGN, a sa dimension globale faible inférieure ou égale à 2, et est projectif libre[1].

## Exemples
Un anneau de Bézout (non nécessairement commutatif) est un anneau de Sylvester, et la première algèbre de Weyl {\displaystyle A_{1}\left(k\right)} (où {\displaystyle k} est un corps commutatif de caractéristique 0) est un exemple d'anneau de Dedekind qui n'est pas un anneau de Sylvester.